# 拓跋烈
拓跋烈（？—420年10月5日），秦明王拓跋翰之子，北魏宗室。

## 生平
拓跋烈刚强勇武有智慧谋略，天赐六年冬十月戊辰（409年11月6日），魏道武帝拓跋珪的儿子拓跋绍杀死魏道武帝，十月己巳（11月7日），宫门到中午也没有打开，拓跋绍假称诏书召唤百官到西宫端门前，脸朝着北面站立。拓跋绍从门缝间对着群臣说：“我有叔叔，也有哥哥，公卿想要跟从谁？”北魏王公以下都大惊失色，没有回答的人。很久以后，南平公长孙嵩说：“跟从大王。”群臣才知道魏道武帝已经去世，而不知道去世的具体情况，只有拓跋烈哭泣后离去。拓跋烈外出，假称依附拓跋绍去拘捕拓跋嗣。拓跋绍从自延秋门出城，迎接拥立魏明元帝拓跋嗣。于永兴元年十二月戊戌（410年2月4日），拓跋烈因功从阴平公晋升爵位为阴平王。泰常五年闰八月甲午（420年10月5日），拓跋烈去世，谥号熹，儿子拓跋裘继承爵位。

## 家庭

### 兄弟
- 拓跋仪
- 拓跋觚，秦愍王

### 儿子
- 拓跋裘，北魏阴平王
- 拓跋道子，北魏下大夫